# Creuse ta tombe Garringo, Sabata revient
Pour plus de détails, voir Fiche technique et Distribution.
Creuse ta tombe Garringo, Sabata revient (Abre tu fosa, amigo... llega Sábata) est un western spaghetti italo-espagnol réalisé par Juan Bosch Palau, sorti en 1971.

## Synopsis
Un jeune pistolero, Steve McGowan, allié à un bandit mexicain, León Pompero, décide de venger la mort de son père, causée par Miller, le responsable local. Miller, conscient du danger, engage une bande de criminels, Sabata et ses comparses, pour écarter Steve et León.

## Fiche technique
- Titre français : Creuse ta tombe Garringo, Sabata revient
- Titre original espagnol : Abre tu fosa, amigo... llega Sábata[1]
- Tire italien : Sei già cadavere amigo... ti cerca Garringo[2]
- Genre : Western spaghetti
- Réalisateur : Juan Bosch Palau
- Scénario : Luciano Martino, Sauro Scavolini, Ignacio F. Iquino
- Production : Ignacio F. Iquino, pour Devon Film, I.F.I.S.A.
- Photographie : Floriano Trenker
- Format d'image : couleur[2] - 2.35:1
- Montage : Luis Puigvert, Michele Massimo Tarantini
- Durée : 88 minutes
- Musique : Enrique Escobar
- Décors : Giacomo Calò Carducci
- Maquillage : Teresa Lai, Francisco Mantega
- Pays :  Espagne et  Italie
- Année de sortie : 1971
- Date de sortie en salle en France : 16 août 1972[3]

## Distribution
- Richard Harrison : Steve McGowan
- Fernando Sancho : León Pompero
- Raf Baldassarre : Sabata
- Alejandro Ulloa : Miller
- Indio González : Todd
- Luis Induni : shérif
- Gustavo Re : George McGowan
- Tania Alvarado : Helen
- Fernando Rubio : Miguel
- Jarque Zurbano : cocher
- Tomás Torres : Tatum
- Luis Oar : commerçant
- Juan Fernández: télégraphiste
- Carlos Ronda : voyageur
- Joaquín Blanco : Murdy
- Juan Torres : Sastre
- Juan Velilla : mexicain
- Ricardo Moyán : Morgan
- Irene D'Astrea : propriétaire de l'auberge
- Manuel Bronchud : ouvrier de McGowan
- Esteban Dalmases : Thomas, adjoint au shérif
- Fanny Grey : fille blonde à l'auberge
- Isidro Novellas : José
- Leontine May
- Brizio Montinaro